# Rákšastál
Rákšastál nebo Lag-ngar-ccho (tibetsky ལག་ངར་མཚོ། lag-ngar-mtsho, čínsky pchin-jinem 'lā'áng cuò', znaky 拉昂错, hindsky राक्षसताल Rákšastál) je jezero na jihozápadě Tibetské náhorní plošiny v Tibetské autonomní oblasti v Číně. Leží v nadmořské výšce 4541 m v horské dolině mezi Velkým Himálajem a hřbetem Kailás. Je 28 km dlouhé a do 14 km široké. Má rozlohu 360 km².

## Vodní režim
V obdobích s velkým množstvím vody z Rákšastálu a výše položeného jezera Mánasaróvar odtéká voda do řeky Satladž (povodí Indu)